# Jim Hines
Pour les articles homonymes, voir Hines.
James Ray Hines dit Jim Hines, né le 10 septembre 1946 à Dumas (Arkansas) et mort le 3 juin 2023, à Hayward (Californie), est un athlète américain spécialiste des épreuves de sprint. 
Il est le premier athlète à franchir la barrière des dix secondes sur 100 mètres, le 20 juin 1968 lors de sa demi-finale des championnats des États-Unis, dans l'épreuve surnommée « Night of Speed », en 9 s 9. Dans l'autre demi-finale, toutefois, Charlie Greene, futur vainqueur de la finale, égala ce temps record de 9 s 9. Aux Jeux olympiques de 1968 il remporte le 14 octobre le titre du 100 m et établit le premier temps mesuré électroniquement sous les 10 secondes en 9 s 95. Ce record du monde n'est amélioré que quinze ans plus tard, en 1983, par son compatriote Calvin Smith.

## Biographie

### Jeunesse
Né à Dumas (Arkansas), Jim Hines a été élevé à Oakland, Californie, et a obtenu un diplôme de la McClymonds High School en 1964.

### Athlétisme

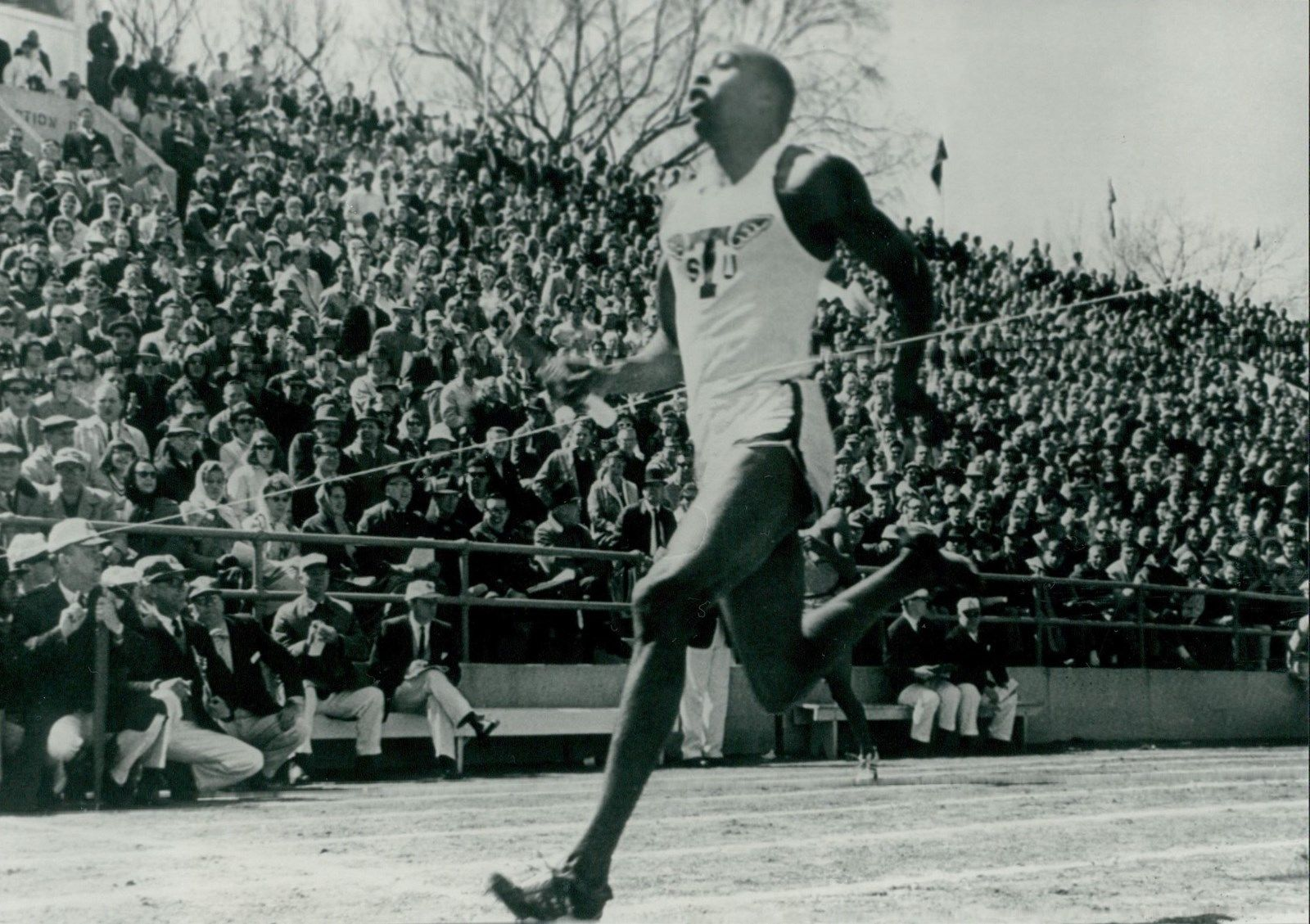
Jim Hines en 1966.

Hines était un joueur de baseball dans ses jeunes années jusqu'à ce qu'il fût repéré par un entraîneur d'athlétisme qui détecta son talent de coureur et fit de lui un sprinter. 
Aux championnats des États-Unis (Night of speed) le 20 juin 1968 à Sacramento, Hines devient le premier homme à descendre sous la barrière des dix secondes sur 100 m avec un chronométrage manuel de 9 s 9, mais un temps réel de 10 s 03 - deux autres athlètes Ronnie Ray Smith derrière lui (temps réel 10 s 13) et Charles Greene dans l'autre demi-finale (temps réel 10 s 09) avaient eu le même temps officiel.
Quelques mois plus tard, aux Jeux olympiques de Mexico, Hines, athlète afro-américain, se trouve dans une situation tendue avec des émeutes raciales dans son pays, les assassinats de Martin Luther King et Robert Kennedy, et la menace de boycott des athlètes noirs de la sélection olympique américaine. Hines n'est cependant pas favorable au boycott et désapprouve le geste de protestation de Tommie Smith et John Carlos sur le podium du 200 m. En revanche, il refusera de serrer la main du président du Comité international olympique, Avery Brundage, qui milite alors pour le retour aux Jeux de l'Afrique du Sud, régie par l'apartheid. 
Le 14 octobre l'Américain s'impose d'abord en demi-finale du 100 m en 10 secondes devant le Français Roger Bambuck. En finale il se détache après cinquante mètres et décroche l'or, devant le Jamaïcain Lennox Miller et son compatriote Charles Greene. Le chronométrage électrique afficha d'abord un temps de 9 s 89, avant d'être corrigé à 9 s 95. Ce temps électronique fut considéré comme plus rapide que son chrono manuel de 9 s 9 et fut reconnu comme le nouveau record du monde. Quelques jours plus tard Hines remporte avec le relais 4 × 100 m un nouveau titre et établit un nouveau record du monde.

### Football américain
Âgé de 22 ans, Jimmy Hines met un terme à sa carrière d'athlète en signant dès le lendemain des Jeux un contrat avec l'équipe de football américain des Dolphins de Miami. Naturellement « imbattable » dans ses courses sur le terrain, son niveau de jeu trop faible fait qu’il ne joue pas plus qu’une dizaine de matchs professionnels sur deux saisons, la deuxième saison dans l’équipe des Chiefs de Kansas City dans le Missouri. Il quitte ensuite le sport.
Hines a d’ailleurs été classé le dixième joueur le plus mauvais de l’histoire de la Ligue de football américain par Jeff Pearlman, rédacteur du site web Deadspin : il raconte en outre que ses capacités manuelles notoirement insuffisantes lui avaient valu le surnom de « Oups ».

### Suite de sa carrière
Des années durant Hines travaille avec la jeunesse urbaine de Houston, ainsi que sur des puits de pétrole dans les environs.
Son record du 100 mètres fut la référence pendant près de quinze ans, jusqu'à ce qu'en 1983 Calvin Smith établisse une nouvelle marque en 9 s 93.
Il est élu au Temple de la renommée de l'athlétisme des États-Unis en 1979.

## Palmarès
| Date | Compétition     | Lieu   | Résultat | Épreuve   | Temps  |
| ---- | --------------- | ------ | -------- | --------- | ------ |
| 1968 | Jeux olympiques | Mexico | 1er      | 100 m     | 9 s 95 |
| 1968 | Jeux olympiques | Mexico | 1er      | 4 × 100 m | 38 s 2 |